# Дарем (округ, Північна Кароліна)
Шаблон:StateAbbr_ 36°02′ пн. ш. 78°52′ зх. д. / 36.04° пн. ш. 78.87° зх. д.
Округ Дарем (англ. Durham County) — округ (графство) у штаті Північна Кароліна, США. Ідентифікатор округу 37063.

## Історія
Округ утворений 1881 року.

## Демографія
За даними перепису
2000 року
загальне населення округу становило 223314 осіб, зокрема міського населення було 207068, а сільського — 16246.
Серед мешканців округу чоловіків було 107630, а жінок — 115684. В окрузі було 89015 домогосподарств, 54045 родин, які мешкали в 95452 будинках.
Середній розмір родини становив 2,99.
Віковий розподіл населення поданий у таблиці:
| Стать    | До 15 років | 15-21 | 22-29 | 30-39 | 40-49 | 50-65 | 65-85 | Понад 85 |
| -------- | ----------- | ----- | ----- | ----- | ----- | ----- | ----- | -------- |
| Чоловіки | 22442       | 12130 | 17246 | 18968 | 15123 | 13509 | 7469  | 743      |
| Жінки    | 21405       | 11603 | 17328 | 19488 | 17096 | 15402 | 11328 | 2034     |

## Виноски
1. ↑  U.S. Decennial Census. United States Census Bureau. Архів оригіналу за 26 квітня 2015. Процитовано 14 січня 2015.
2. ↑  Historical Census Browser. University of Virginia Library. Архів оригіналу за 11 серпня 2012. Процитовано 14 січня 2015.
3. ↑  Forstall, Richard L., ред. (27 березня 1995). Population of Counties by Decennial Census: 1900 to 1990. United States Census Bureau. Архів оригіналу за 3 березня 2015. Процитовано 14 січня 2015.
4. ↑  Census 2000 PHC-T-4. Ranking Tables for Counties: 1990 and 2000 (PDF). United States Census Bureau. 2 квітня 2001. Архів оригіналу (PDF) за 18 грудня 2014. Процитовано 14 січня 2015.
5. ↑  State & County QuickFacts. United States Census Bureau. Архів оригіналу за 6 червня 2011. Процитовано 19 жовтня 2013.(англ.) Наведено за англійською вікіпедією.
6. ↑  American FactFinder. Бюро перепису населення США. Архів оригіналу за 21 травня 2008. Процитовано 31 січня 2008.

| США | Це незавершена стаття з географії США. Ви можете допомогти проєкту, виправивши або дописавши її. |